# Grand Coteau
Grand Coteau és una població dels Estats Units a l'estat de Louisiana. Segons el cens del 2000 tenia 1.040 habitants.

## Demografia
Segons el cens del 2000, Grand Coteau tenia 1.040 habitants, 377 habitatges, i 260 famílies. La densitat de població era de 164,6 habitants/km².
Dels 377 habitatges en un 32,6% hi vivien nens de menys de 18 anys, en un 39,3% hi vivien parelles casades, en un 24,1% dones solteres, i en un 31% no eren unitats familiars. En el 27,1% dels habitatges hi vivien persones soles el 12,7% de les quals corresponia a persones de 65 anys o més que vivien soles. El nombre mitjà de persones vivint en cada habitatge era de 2,69 i el nombre mitjà de persones que vivien en cada família era de 3,32.
Per edats la població es repartia de la següent manera: un 29,7% tenia menys de 18 anys, un 7,4% entre 18 i 24, un 27,2% entre 25 i 44, un 22,4% de 45 a 60 i un 13,3% 65 anys o més.
L'edat mediana era de 36 anys. Per cada 100 dones de 18 o més anys hi havia 84,1 homes.
La renda mediana per habitatge era de 19.943 $ i la renda mediana per família de 26.528 $. Els homes tenien una renda mediana de 21.992 $ mentre que les dones 16.000 $. La renda per capita de la població era de 9.728 $. Entorn del 25,2% de les famílies i el 29,2% de la població estaven per davall del llindar de pobresa.

## Poblacions més properes
El següent diagrama mostra les poblacions més properes.